# Lhota u Lysic
Lhota u Lysic là một làng thuộc huyện Blansko, vùng Jihomoravský, Cộng hòa Séc.